# Copa Libertadores da América de Futebol Feminino de 2022
A Copa Libertadores da América de Futebol Feminino de 2022, oficialmente CONMEBOL Libertadores Femenina 2022, foi a décima quarta edição da competição organizada pela Confederação Sul-Americana de Futebol (CONMEBOL). O torneio foi disputado no Equador, entre os dias 13 e 28 de outubro de 2022.

## Formato e regulamento
O torneio é disputado em 2 fases: fase de grupos e fase final.
Na fase de grupos, as 16 equipes classificadas são divididas em 4 grupos, com 4 equipes em cada, por meio de um sorteio realizado pela CONMEBOL. As partidas são disputadas por pontos, em rodada única de jogos e com cada equipe tendo que jogar contra todas as outras do seu grupo. Ao final, as equipes que terminaram em primeiro e segundo de cada grupo se classificaram para a fase seguinte.
Na fase final (quartas de final, semifinais e final), as equipes se enfrentaram em sistema eliminátorio até chegar a final, no qual o ganhador da partida é o campeão da competição.

## Equipes classificadas
As seguintes 16 equipes das 10 federações filiadas à CONMEBOL se qualificaram para o torneio:
- Campeão da Libertadores Feminina de 2021;
- 1 vaga adicional ao país-anfitrião;
- 2 vagas para as 4 melhores associações de acordo com o ranking histórico da competição até a edição de 2021;
- 1 vaga para as 6 associações restantes.

| Associação                         | Equipe                  | Classificação                                              |
| ---------------------------------- | ----------------------- | ---------------------------------------------------------- |
| Argentina · (1 vaga)               | Boca Juniors            | Campeão do Torneio Feminino Clausura de 2021               |
| Bolívia · (1 vaga)                 | Always Ready            | Campeão do Campeonato Boliviano de 2022                    |
| Brasil · (2 vagas + atual campeão) | Corinthians             | Campeão da Libertadores Feminina de 2021                   |
| Brasil · (2 vagas + atual campeão) | Palmeiras               | Vice-campeão do Campeonato Brasileiro Série A1 de 2021     |
| Brasil · (2 vagas + atual campeão) | Ferroviária             | 3ª colocada do Campeonato Brasileiro Série A1 de 2021      |
| Chile · (2 vagas)                  | Universidad de Chile    | Campeão do Campeonato Feminino Caja Los Andes de 2021      |
| Chile · (2 vagas)                  | Santiago Morning        | Vice-campeão do Campeonato Feminino Caja Los Andes de 2021 |
| Colômbia · (2 vagas)               | América de Cali         | Campeão da Liga Profissional Feminina de 2022              |
| Colômbia · (2 vagas)               | Deportivo Cali          | Vice-campeão da Liga Profissional Feminina de 2022         |
| Equador · (1 vaga + país-sede)     | Ñañas                   | Campeão da Superliga Feminina de 2022                      |
| Equador · (1 vaga + país-sede)     | Independiente del Valle | Vice-campeão da Superliga Feminina de 2022                 |
| Paraguai · (2 vagas)               | Olimpia                 | Campeão do Torneio Apertura de 2022                        |
| Paraguai · (2 vagas)               | Libertad [a]            | Campeão do Torneio Clausura de 2022                        |
| Peru · (1 vaga)                    | Alianza Lima            | Campeão da Liga Feminina de 2022                           |
| Uruguai · (1 vaga)                 | Defensor Sporting       | Campeão do Campeonato Uruguaio de 2021                     |
| Venezuela · (1 vaga)               | Deportivo Lara          | Campeão da Liga Feminina de 2022                           |

Em itálico as equipes estreantes no torneio.

a.[a] O Libertad irá disputar esta edição em parceria com o Limpeño, apesar de cada equipe possuir seu próprio departamento de futebol feminino.

## Sedes
As partidas do torneio serão realizadas em três estádios com sede única em Quito, Equador. Os jogos da fase grupos serão disputados no Estádio Gonzalo Pozo Ripalda e no Estádio Banco Guayaquil, no qual este último teve que ser substituído pelo Estádio Rodrigo Paz Delgado por motivos de fortes chuvas local. Todas as partidas da fase final serão realizadas no Estádio Rodrigo Paz Delgado.
| Estádio Gonzalo Pozo Ripalda | Estádio Banco Guayaquil | Estádio Rodrigo Paz Delgado |
| Capacidade: 21 489           | Capacidade: 12 000      | Capacidade: 41 575          |
|                              |                         |                             |

## Arbitragem
Em 21 de setembro de 2022, a CONMEBOL anunciou as árbitras, bem como as assistentes designadas para o torneio.
Essa edição do torneio contou, pela primeira vez, com o uso de uma árbitra e duas assistentes europeias devido a um acordo entre a CONMEBOL e a UEFA, sendo elas duas italianas e uma espanhola.
| País      | Federação | Árbitras             | Assistentes                     |
| --------- | --------- | -------------------- | ------------------------------- |
| Argentina | AFA       | Laura Fortunato      | Daiana Milone Mariana Almeida   |
| Bolívia   | FBF       | Adriana Farfán       | Inés Choque Liliana Bejarano    |
| Brasil    | CBF       | Edina Alves Batista  | Leila Moreira Neuza Back        |
| Chile     | FFC       | María Belén Carvajal | Cindy Nahuelcoy Marcia Castillo |
| Colômbia  | FCF       | Jenny Arias          | Eliana Ortiz Mary Blanco        |
| Equador   | FEF       | Marcelly Zambrano    | Marianela Ramirez Mónica Amboya |

| País      | Federação | Árbitras         | Assistentes                       |
| --------- | --------- | ---------------- | --------------------------------- |
| Espanha   | UEFA      | –                | Silvia Fernández Pérez            |
| Itália    | UEFA      | Maria Marotta    | Tiziana Trasciatti                |
| Paraguai  | APF       | Helena Cantero   | Nancy Fernandez Rossana Salinas   |
| Peru      | FPF       | Milagros Arruela | Gabriela Moreno Vera Yupanqui     |
| Uruguai   | AUF       | Nadia Fuques     | Belén Clavijo Daiana Fernandez    |
| Venezuela | FVF       | Emikar Calderas  | Migdalia Rodriguez Thaity Dugarte |

## Sorteio
As equipes foram divididas em quatro potes com quatro equipes em cada, sendo que os clubes do mesmo país não podem cair no mesmo grupo. No primeiro pote, foram alocados automaticamente o atual campeão da competição e o representante do país sede, nas posições A1 e B1, respectivamente. O vice-campeão brasileiro e o campeão colombiano completaram o pote. As outras equipes foram postas de acordo com a posição da sua federação no torneio anterior. Com relação às vagas adicinonais, os clubes provenientes do Brasil, Chile, Colômbia e Paraguai foram atribuídos ao pote 4.
O sorteio da fase de grupos foi realizado em 20 de setembro de 2022, no Centro de Convenções da CONMEBOL em Luque, no Paraguai.
| Pote 1                                              | Pote 2                                                              | Pote 3                                                                    | Pote 4                                                       |
| --------------------------------------------------- | ------------------------------------------------------------------- | ------------------------------------------------------------------------- | ------------------------------------------------------------ |
| - Corinthians - Ñañas - Palmeiras - América de Cali | - Defensor Sporting - Alianza Lima - Olimpia - Universidad de Chile | - Independiente del Valle - Boca Juniors - Desportivo Lara - Always Ready | - Ferroviária - Santiago Morning - Deportivo Cali - Libertad |

## Fase de grupos
Os primeiros e segundos colocados de cada grupo avançaram para as quartas de finais da competição.
|  | Equipes classificadas para a fase final |
|  | Equipes eliminadas                      |

### Grupo A
| Pos. | Equipe         | Pts | J | V | E | D | GP | GC | SG  |
| ---- | -------------- | --- | - | - | - | - | -- | -- | --- |
| 1    | Deportivo Cali | 9   | 3 | 3 | 0 | 0 | 14 | 3  | +11 |
| 2    | Corinthians    | 6   | 3 | 2 | 0 | 1 | 10 | 2  | +8  |
| 3    | Olimpia        | 3   | 3 | 1 | 0 | 2 | 3  | 6  | -3  |
| 4    | Always Ready   | 0   | 3 | 0 | 0 | 3 | 1  | 17 | -16 |

|                | COR | OLI | ALW  | DCA |
| -------------- | --- | --- | ---- | --- |
| Corinthians    |     | 4–0 |      | 1–2 |
| Olimpia        |     |     | 2–0  | 1–2 |
| Always Ready   | 0–5 |     |      |     |
| Deportivo Cali |     |     | 10–1 |     |

### Grupo B
| Pos. | Equipe            | Pts | J | V | E | D | GP | GC | SG |
| ---- | ----------------- | --- | - | - | - | - | -- | -- | -- |
| 1    | Boca Juniors      | 7   | 3 | 2 | 1 | 0 | 8  | 4  | +4 |
| 2    | Ferroviária       | 7   | 3 | 2 | 1 | 0 | 4  | 2  | +2 |
| 3    | Ñañas             | 3   | 3 | 1 | 0 | 2 | 6  | 8  | -2 |
| 4    | Defensor Sporting | 0   | 3 | 0 | 0 | 3 | 3  | 7  | -4 |

|                   | NAN | DEF | BOC | FER |
| ----------------- | --- | --- | --- | --- |
| Ñañas             |     | 4–3 |     | 0–1 |
| Defensor Sporting |     |     | 0–2 | 0–1 |
| Boca Juniors      | 4–2 |     |     |     |
| Ferroviária       |     |     | 2–2 |     |

### Grupo C
| Pos. | Equipe                  | Pts | J | V | E | D | GP | GC | SG  |
| ---- | ----------------------- | --- | - | - | - | - | -- | -- | --- |
| 1    | Palmeiras               | 9   | 3 | 3 | 0 | 0 | 12 | 1  | +11 |
| 2    | Universidad de Chile    | 6   | 3 | 2 | 0 | 1 | 10 | 5  | +5  |
| 3    | Independiente del Valle | 3   | 3 | 1 | 0 | 3 | 2  | 10 | -8  |
| 4    | Libertad                | 0   | 3 | 0 | 0 | 3 | 2  | 10 | -8  |

|                         | PAL | UCH | IDV | LIB |
| ----------------------- | --- | --- | --- | --- |
| Palmeiras               |     | 2–1 |     | 3–0 |
| Universidad de Chile    |     |     | 3–1 | 6–2 |
| Independiente del Valle | 0–7 |     |     |     |
| Libertad                |     |     | 0–1 |     |

### Grupo D
| Pos. | Equipe           | Pts | J | V | E | D | GP | GC | SG  |
| ---- | ---------------- | --- | - | - | - | - | -- | -- | --- |
| 1    | América de Cali  | 9   | 3 | 3 | 0 | 0 | 11 | 1  | +10 |
| 2    | Santiago Morning | 6   | 3 | 2 | 0 | 1 | 8  | 1  | +7  |
| 3    | Alianza Lima     | 1   | 3 | 0 | 1 | 2 | 2  | 4  | -2  |
| 4    | Deportivo Lara   | 1   | 3 | 0 | 1 | 2 | 1  | 16 | -15 |

|                  | AMC | ALI | LAR | SAM |
| ---------------- | --- | --- | --- | --- |
| América de Cali  |     | 2–1 |     | 1–0 |
| Alianza Lima     |     |     | 1–1 | 0–1 |
| Deportivo Lara   | 0–8 |     |     |     |
| Santiago Morning |     |     | 7–0 |     |

## Fase final
|  | Quartas de final                    | Quartas de final                    |                                     |                 | Semifinais     | Semifinais |  |  | Final                               | Final |
|  |                                     |                                     |                                     |                 |                |            |  |  |                                     |       |
|  | 22 de outubro – Estádio Paz Delgado |                                     |                                     |                 |                |            |  |  |                                     |       |
|  |                                     |                                     |                                     |                 |                |            |  |  |                                     |       |
|  | Deportivo Cali                      | 2                                   |                                     |                 |                |            |  |  |                                     |       |
|  | Deportivo Cali                      | 2                                   | 25 de outubro – Estádio Paz Delgado |                 |                |            |  |  |                                     |       |
|  | Ferroviária                         | 1                                   |                                     |                 |                |            |  |  |                                     |       |
|  | Ferroviária                         | 1                                   | Deportivo Cali                      | 1 (0)           |                |            |  |  |                                     |       |
|  | 22 de outubro – Estádio Paz Delgado |                                     | Deportivo Cali                      | 1 (0)           |                |            |  |  |                                     |       |
|  |                                     | Boca Juniors                        | 1 (3)                               |                 |                |            |  |  |                                     |       |
|  | Boca Juniors                        | Boca Juniors                        | 1 (3)                               | 2               |                |            |  |  |                                     |       |
|  | Boca Juniors                        |                                     | 28 de outubro – Estádio Paz Delgado | 2               |                |            |  |  |                                     |       |
|  | Corinthians                         | 1                                   |                                     |                 |                |            |  |  |                                     |       |
|  | Corinthians                         | 1                                   | Boca Juniors                        | 1               |                |            |  |  |                                     |       |
|  | 23 de outubro – Estádio Paz Delgado |                                     | Boca Juniors                        | 1               |                |            |  |  |                                     |       |
|  |                                     | Palmeiras                           | 4                                   |                 |                |            |  |  |                                     |       |
|  | Palmeiras                           | Palmeiras                           | 4                                   | 2               |                |            |  |  |                                     |       |
|  | Palmeiras                           | 26 de outubro – Estádio Paz Delgado |                                     | 2               |                |            |  |  |                                     |       |
|  | Santiago Morning                    | 1                                   |                                     |                 |                |            |  |  |                                     |       |
|  | Santiago Morning                    | 1                                   | Palmeiras                           | 1               | 3° lugar       | 3° lugar   |  |  |                                     |       |
|  | 23 de outubro – Estádio Paz Delgado |                                     | Palmeiras                           | 1               | 3° lugar       | 3° lugar   |  |  |                                     |       |
|  |                                     | América de Cali                     | 0                                   |                 |                |            |  |  |                                     |       |
|  | América de Cali(pen)                | América de Cali                     | 0                                   | 1 (4)           | Deportivo Cali | 0          |  |  |                                     |       |
|  | América de Cali(pen)                |                                     |                                     | 1 (4)           | Deportivo Cali | 0          |  |  |                                     |       |
|  | Universidad de Chile                | 1 (2)                               |                                     | América de Cali | 5              |            |  |  |                                     |       |
|  | Universidad de Chile                | 1 (2)                               |                                     |                 | 5              |            |  |  |                                     |       |
|  |                                     |                                     |                                     |                 |                |            |  |  | 28 de outubro – Estádio Paz Delgado |       |
|  |                                     |                                     |                                     |                 |                |            |  |  |                                     |       |

### Final
| 28 de outubro | Boca Juniors     | 1 – 4     | Palmeiras                                                           | Estádio Paz Delgado, Quito           |
| 19:00 (UTC−3) | Brisa Priori 13' | Relatório | Ary Borges 5' · Byanca Brasil 49' · Poliana 58' · Bia Zaneratto 89' | Árbitro: Emikar Calderas (Venezuela) |

| Boca Juniors | Palmeiras |

| G                  | 1  | Laurina Oliveros   |     |     |
| LD                 | 4  | Julieta Cruz       |     | 69' |
| Z                  | 15 | Adriana Sachs      |     |     |
| Z                  | 19 | Miriam Mayorga     |     |     |
| LE                 | 20 | Celeste dos Santos |     |     |
| M                  | 18 | Clarisa Huber      |     | 87' |
| M                  | 5  | Vanina Preininger  |     |     |
| M                  | 8  | Camila Gómez Ares  |     |     |
| A                  | 14 | Brisa Priori       |     | 69' |
| A                  | 9  | Andrea Ojeda       |     | 46' |
| A                  | 11 | Yamila Rodríguez   | 62' |     |
| Substituições:     |    |                    |     |     |
| G                  | 12 | Dulce Tórtolo      |     |     |
| Z                  | 2  | Noelia Espíndola   |     | 69' |
| Z                  | 3  | Gabriela Barrios   |     |     |
| LE                 | 6  | Cecilia Ghigo      |     |     |
| M                  | 10 | Melanie Morán      |     | 87' |
| M                  | 17 | Eugenia Flores     |     |     |
| A                  | 7  | Amancay Urbani     |     | 69' |
| A                  | 13 | Estefanía Palomar  |     | 46' |
| A                  | 16 | Kishi Núñez        |     |     |
| Treinador:         |    |                    |     |     |
| Jorge Martínez 64' |    |                    |     |     |

| G              | 17 | Jully           |     |     |
| LD             | 2  | Bruna Calderan  |     |     |
| Z              | 3  | Poliana         |     |     |
| Z              | 5  | Julia Bianchi   |     |     |
| LE             | 6  | Katrine         |     | 88' |
| M              | 20 | Andressinha     |     |     |
| M              | 7  | Duda Santos     | 31' | 71' |
| M              | 9  | Camilinha       | 63' | 70' |
| M              | 8  | Ary Borges      | 72' |     |
| A              | 10 | Bia Zaneratto   | 76' |     |
| A              | 12 | Byanca Brasil   |     | 78' |
| Substituições: |    |                 |     |     |
| G              | 1  | Amanda          |     |     |
| G              | 14 | Awanny          |     |     |
| Z              | 4  | Day Silva       |     | 70' |
| Z              | 13 | Carolzinha      |     |     |
| M              | 15 | Juliana Passari |     | 88' |
| M              | 18 | Sâmia Pryscila  |     |     |
| A              | 11 | Patrícia Sochor |     | 78' |
| A              | 16 | Giovana         |     |     |
| A              | 19 | Carol Baiana    |     | 71' |
| Treinador:     |    |                 |     |     |
| Ricardo Belli  |    |                 |     |     |

## Premiação
| CONMEBOL Libertadores Feminina 2022 |
| Brasil                              |
| ----------------------------------- |
| PALMEIRAS Campeão (1.º título)      |

O Palmeiras, além de ter levado o título, ganhou US$ 1,5 milhão de dólares, enquanto o vice-campeão Boca-Juniors levou US$ 500 mil dólares de premiação.

## Estatísticas
Lista das maiores artilheiras e lideres de assistência da competição: 
| Gols | Jogadora            | Equipe               |
| ---- | ------------------- | -------------------- |
| 5    | Rebeca Fernández    | Universidad de Chile |
| 4    | Maireth Pérez       | Ñañas                |
| 3    | Ary Borges          | Palmeiras            |
| 3    | Bia Zaneratto       | Palmeiras            |
| 3    | Byanca Brasil       | Palmeiras            |
| 3    | Camila Gómez Ares   | Boca Juniors         |
| 3    | Gabi Portilho       | Corinthians          |
| 3    | Ingrid Guerra       | Deportivo Cali       |
| 3    | Mary Valencia       | Santiago Morning     |
| 3    | Tatiana Ariza       | Deportivo Cali       |
| 3    | Valentina Navarrete | Santiago Morning     |
| 3    | Viviana Acosta      | Deportivo Cali       |
| 3    | Yamila Rodríguez    | Boca Juniors         |

| Assist.               | Jogadora             | Equipe           |
| --------------------- | -------------------- | ---------------- |
| 4                     | Bruna Calderan       | Palmeiras        |
| 4                     | Catalina Usme        | América de Cali  |
| 4                     | Bia Zaneratto        | Palmeiras        |
| 4                     | Fabiana Vallejos     | Santiago Morning |
| 3                     | Andressinha          | Palmeiras        |
| 3                     | Byanca Brasil        | Palmeiras        |
| 3                     | Elexa Bahr           | Deportivo Cali   |
| 2                     |                      |                  |
| Bia Zaneratto         | Palmeiras            |                  |
| Fernanda Pinilla      | Universidad de Chile |                  |
| Ingrid Guerra         | Deportivo Cali       |                  |
| Julieta Cruz          | Boca Juniors         |                  |
| Mariana Zamorano      | América de Cali      |                  |
| Tamires (futebolista) | Corinthians          |                  |

## Seleção da temporada
A seleção das principais jogadoras da competição foi anunciada pela CONMEBOL após o seu término:
| Posição          | Jogador           | Clube                |
| ---------------- | ----------------- | -------------------- |
| Goleira          | Natalia Giraldo   | América de Cali      |
| Lateral-direita  | Carolina Arias    | Deportivo Cali       |
| Zagueira         | Tatiana Castñeda  | América de Cali      |
| Zagueira         | Poliana           | Palmeiras            |
| Lateral-esquerdo | Katrine           | Palmeiras            |
| Meias            | Ary Borges        | Palmeiras            |
| Meias            | Clarisa Huber     | Boca Juniors         |
| Meias            | Camila Gómez Ares | Boca Juniors         |
| Atacantes        | Rebeca Fernández  | Universidad de Chile |
| Atacantes        | Bia Zaneratto     | Palmeiras            |
| Atacantes        | Yamila Rodríguez  | Boca Juniors         |

## Classificação geral
Oficialmente a CONMEBOL não reconhece uma classificação geral de participantes na Copa Libertadores Feminina. A tabela a seguir classifica as equipes de acordo com a fase alcançada e considerando os critérios de desempate.
| Campeão                         |                      |    |   |   |   |   |    |    |    |
| 1                               | Palmeiras            | 18 | 6 | 6 | 0 | 0 | 19 | 3  | 16 |
| Vice-campeão                    |                      |    |   |   |   |   |    |    |    |
| 2                               | Boca Juniors         | 11 | 6 | 3 | 2 | 1 | 12 | 10 | 2  |
| Eliminados nas semifinais       |                      |    |   |   |   |   |    |    |    |
| 3                               | América de Cali      | 13 | 6 | 4 | 1 | 1 | 17 | 3  | 14 |
| 4                               | Deportivo Cali       | 13 | 6 | 4 | 1 | 1 | 17 | 10 | 7  |
| Eliminados nas quartas de final |                      |    |   |   |   |   |    |    |    |
| 5                               | Universidad de Chile | 7  | 4 | 2 | 1 | 1 | 11 | 6  | 5  |
| 6                               | Ferroviária          | 7  | 4 | 2 | 1 | 1 | 5  | 4  | 1  |
| 7                               | Corinthians          | 6  | 4 | 2 | 0 | 2 | 11 | 4  | 7  |
| 8                               | Santiago Morning     | 6  | 4 | 2 | 0 | 2 | 9  | 3  | 6  |

| Eliminados na fase de grupos |                         |     |   |   |   |   |    |    |     |
| Pos                          | Equipes                 | Pts | J | V | E | D | GP | GC | SG  |
| 9                            | Ñañas                   | 3   | 3 | 1 | 0 | 2 | 6  | 8  | -2  |
| 10                           | Olimpia                 | 3   | 3 | 1 | 0 | 2 | 3  | 6  | -3  |
| 11                           | Independiente del Valle | 3   | 3 | 1 | 0 | 2 | 2  | 10 | -8  |
| 12                           | Alianza Lima            | 1   | 3 | 0 | 1 | 2 | 2  | 4  | -2  |
| 13                           | Deportivo Lara          | 1   | 3 | 0 | 1 | 2 | 1  | 16 | -15 |
| 14                           | Defensor Sporting       | 0   | 3 | 0 | 0 | 3 | 3  | 7  | -4  |
| 15                           | Libertad                | 0   | 3 | 0 | 0 | 3 | 2  | 10 | -8  |
| 16                           | Always Ready            | 0   | 3 | 0 | 0 | 3 | 1  | 17 | -16 |